# 埃里希·科恩戈尔德
埃里希·沃尔夫冈·科恩戈尔德（德語：Erich Wolfgang Korngold，1897年5月29日—1957年11月29日），犹太血统的美籍奥地利作曲家。

## 生平
科恩戈尔德1897年生于奥匈帝国的布爾諾（现在属于捷克），其父是音乐评论家，4岁时随父搬到维也纳，在那里跟随有成就的音乐家学习音乐。1906年经马勒介绍从策姆林斯基学习，17岁时就写出两部歌剧。1920年他因谱写歌剧《死城》（Die tote Stadt）一举成名。1934年流亡美国，为好莱坞写作大量电影配乐。他为影片《羅賓漢冒險記》谱写的配乐被列入《AFI百年百大电影配乐》。
其作品为后浪漫主义风格，气魄宏大，旋律优美，配器生动，唯风格略嫌保守。后世的电影音乐作曲家约翰·威廉斯深受其影响。現時，他為人所認識的作品並不多，以其《小提琴協奏曲》最為人所認識，亦是20世紀小提琴協奏曲曲目中較多被演出的作品之一。另外他也為左手鋼琴家保羅·維特根斯坦創作了《左手鋼琴協奏曲》，及為鋼琴、2支小提琴及大提琴、作品23的組曲。